# Juan José Gómez Cadenas
Juan José Gómez Cadenes (Cartagena, 1960) és un científic i novel·lista espanyol. Fill de marí, el més gran de sis germans, la seva infància nòmada va transcórrer entre diverses ciutats costaneres. La seva família es va instal·lar definitivament a Sagunt el 1975. Va acabar el batxillerat en aquesta localitat i va estudiar ciències físiques a la Universitat de València. El seu treball el va dur a residir fora d'Espanya des de 1983 fins a 1999, data en què va tornar a València.

## Trajectòria científica
Va fer estudis de postgrau en l'accelerador linear de la Universitat Stanford, a Califòrnia, gràcies a una beca Fulbright. Posteriorment va treballar com a físic de plantilla del Laboratori Europeu de Física de Partícules (CERN) i a les universitats de Harvard i Massachusetts. És professor de recerca del CSIC i dirigeix el grup de Física de Neutrinos de l'Institut de Física Corpuscular.
Les seves contribucions científiques més destacades són en el camp de física de neutrins. Ha participat en nombrosos experiments, entre ells NOMAD (CERN, Ginebra) i K2K (KEK, Tòquio). Dirigeix l'experiment NEXT al Laboratori Subterrani de Canfranc (LSC). El programa experimental del LSC inclou estudis de la naturalesa intrínseca del neutrins, així com la recerca de partícules pesades i que amb prou feines interactuen amb la matèria (WIMPS) que podrien constituir la matèria fosca de l'univers. El juliol de 2013 va obtenir un Advanced Grant de l'European Research Council per seguir endavant amb el projecte NEXT.
És autor d'El ecologista nuclear. Alternativas al cambio climático, un assaig en el qual argumenta contra algunes idees contràries a l'energia nuclear i s'oposa a un futur energètic vinculat exclusivament a fonts renovables.

## Trajectòria literària
La vocació per l'escriptura és primerenca. Va publicar un llibre de relats, La agonía de las libélulas, amb l'editorial Zócalo (actualment Onagro), l'any 2000. El 2008 va publicar una primera novel·la, Materia Extraña, amb l'editorial Espasa. El maig de 2014 va publicar la novel·la de ciència-ficció Spartana. Escriu articles de divulgació científica relacionats amb la física i la ciència-ficció periòdicament a la revista Jot Down.